# صحافة السلام

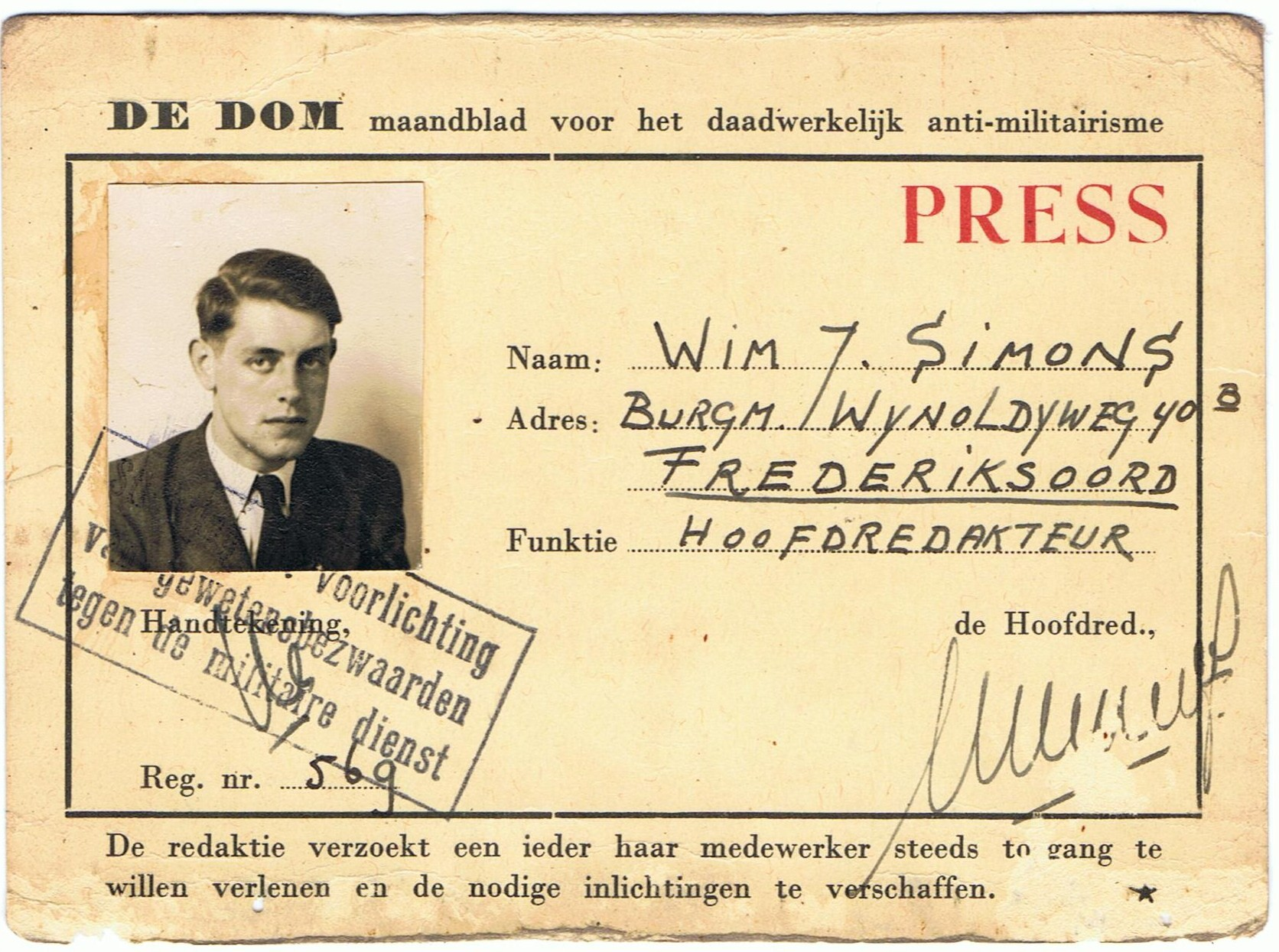

تطورت صحافة السلام من خلال الأبحاث التي تشير إلى أن الأخبار حول الصراع غالبًا ما يكون لها تحيز قيمي تجاه العنف. تشمل صحافة السلام أساليب عملية لتصحيح هذا التحيز من خلال إنتاج الصحافة في كل من وسائل الإعلام الرئيسية والبديلة، والعمل مع الصحفيين والإعلاميين والجمهور والمنظمات التي تخوضها الصراعات.
اقترح هذا المفهوم يوهان غالتونغ. تشمل المصطلحات الأخرى لهذا التعريف الواسع لصحافة السلام الصحافة التي تعمل على حل النزاعات، والصحافة التي تراعي النزاعات، والتغطية البناءة للنزاعات، والتغطية الإعلامية للعالم.
صحافة الحرب هي صحافة حول النزاع لها تحيز قيمي تجاه العنف والجماعات العنيفة. وهذا عادة ما يؤدي بالجماهير إلى المبالغة في النظر وتقدير الاستجابات العنيفة للصراعات وتجاهل البدائل غير العنيفة. من المفهوم أن هذا نتيجة لاتفاقيات التقارير الإخبارية الموثقة جيداً. تركز هذه الاتفاقيات فقط على الآثار الجسدية للنزاع (على سبيل المثال تتجاهل الآثار النفسية) ومواقف النخبة (التي قد تمثل أو لا تمثل الأطراف الفعلية وأهدافها). وتُعد متحيزة للإبلاغ عن الاختلافات بين الأطراف فقط (بدلًا من أوجه التشابه والاتفاقيات السابقة ومسار القضايا المشتركة) هنا والآن (بتجاهل الأسباب والنتائج). وتُعد مجموعًا صفريًا (على افتراض أن احتياجات أحد الطرفين لا يمكن تلبيتها إلا من خلال تعريض الجانب الآخر للخطر أو هزيمته).
تهدف صحافة السلام إلى تصحيح هذه التحيزات. وتعريفها العملي هو «إتاحة الفرص للمجتمع ككل للنظر في الاستجابات غير العنيفة للصراع وتقييمها». وهذا ينطوي على التقاط الدعوات والتعبير عن سياسات اللاعنف من أي جهة، والسماح لها بالدخول إلى المجال العام.

## الأصول

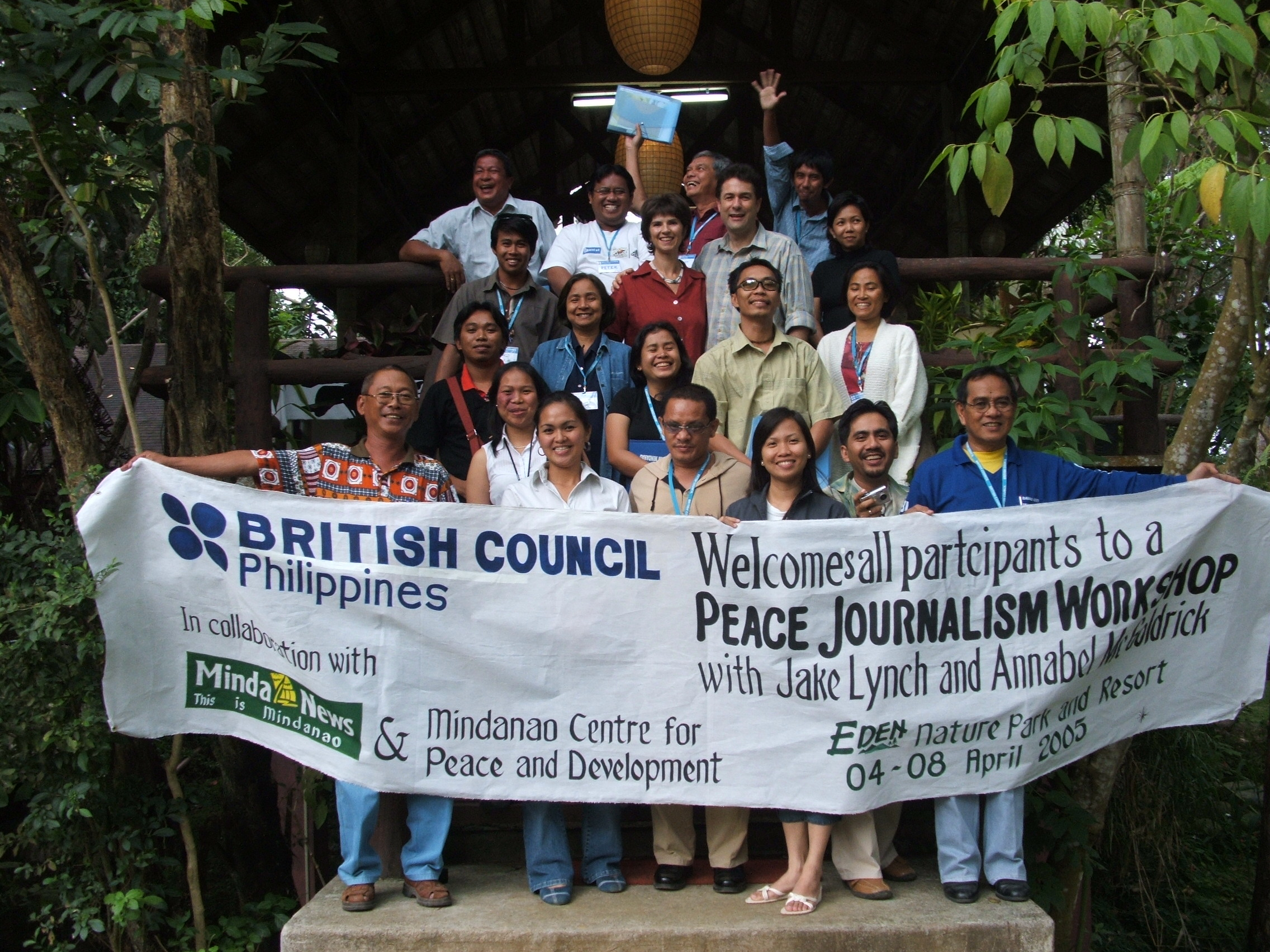
مجموعة صحافة السلام الفلبينية

لصحافة السلام تاريخ طويل من النشر الإخباري، نشأت في حركات ومجتمعات السلام المسيحية غير الطائفية في أوائل القرن التاسع عشر، والتي قدمت النشرات الدورية. وقد ابتكرت المنظمات الطائفية مطبوعات تركز على السلام كجزء من نشاطها التبشيري في القرن التاسع عشر،  كما فعلت المجتمعات المثالية في ذلك الوقت. منذ القرن العشرين، صارت صحيفة كاثوليك ووركر للصحفية دوروثي داي مثالاً بارزاً عن الصحافة الطائفية التي تركز على السلام.
بالإضافة إلى كونها عنصراً في تاريخ المسالمة وصحافة الحركة الاجتماعية، فإن صحافة السلام هي مجموعة من الممارسات الصحفية التي ظهرت في السبعينيات. اقترح عالم الاجتماع النرويجي وباحث السلام والممارس يوهان غالتونغ فكرة صحافة السلام لكي يتَّبعها الصحفيون لإظهار كيف يمكن تجنب التحيز القيمي تجاه العنف عند تغطية الحرب والصراع. تمارس منظمات مسيحية مثل المجلس العالمي للكنائس والرابطة العالمية للتواصل المسيحي صحافة السلام أيضاً.
تهدف صحافة السلام إلى تسليط الضوء على الأسباب الهيكلية والثقافية للعنف، لأنها تؤثر على حياة الناس في ساحة الصراع كجزء من تفسير العنف.  وتهدف إلى تأطير الصراعات على أنها تتكون من أطراف كثيرة وتسعى إلى تحقيق أهداف كثيرة بدلًا من مجرد الفصل بين فئتين. إن الهدف الصريح لصحافة السلام هو تعزيز مبادرات السلام من أي مكان والسماح للقارئ بالتمييز بين المواقف المعلنة والأهداف الحقيقية.

## الضرورة
جاءت صحافة السلام من خلال الأبحاث التي تزعم أن هناك خطأ ما في الإبلاغ النموذجي عن الصراعات. يوجز البحث والممارسة في صحافة السلام عدداً من الأسباب لوجود صحافة الحرب وهيمنتها على أخبار الصراع.

### المصالح الأخرى
أولاً، لا تحظى الفكرة القائلة إن النخب الإعلامية تعمل دائماً للحفاظ على وضعها الراهن المفضل، ومصالحها التجارية والسياسية الخاصة، لا تحظى بأهمية كبيرة نسبياً. وتتسم الخصائص المشتركة للطبقة الاجتماعية-الاقتصادية، والتي تؤثر تأثيراً كبيراً على إنتاج الصحافة، بالأهمية. على سبيل المثال، تشكل الضغوط الإيديولوجية المشتركة بين تلك النخب ومفاهيمها ومواقفها وقيمها الأساس الذي تقوم عليه «القراءة المهيمنة» للحقائق التي يقع عليها الاختيار للظهور في الأخبار .وعندئذ يمكن أن تعمل هذه النقاط على تحديد المعنى وتطبيعه وإخفاء الخلق الفعلي للمعنى.
ولكن حتى في حال وجود مصالح إعلامية نخبوية قوية ضد الحرب، فغالبًا ما تهيمن صحافة الحرب على خطاب النزاع. يعرض جايك لينش وأنابيل ماكجولدريك أمثلة من بريطانيا وأيرلندا وجورجيا والعراق، حيث تهيمن صحافة الحرب على التغطية الإعلامية على الرغم من المصالح الإعلامية المؤثرة ضد الحرب.

### الموضوعية الصحفية
لذلك، لم تسهم العوامل السياسية والاقتصادية فحسب، بل والعوامل الاجتماعية والثقافية، في هيمنة صحافة الحرب في الإبلاغ عن الصراعات. مع نمو وسائل الإعلام، وخاصة من القرن التاسع عشر، أصبح الإعلان الإخباري أهم مصدر لإيرادات وسائل الإعلام. ويتعين إشراك جماهير كاملة في المجتمعات المحلية والمناطق لزيادة إيرادات الإعلانات إلى أقصى حد. وقد أدى ذلك إلى «الموضوعية الصحفية كمعيار صناعي... وهي مجموعة من الاتفاقيات التي تسمح بتقديم الأخبار على أنها كل شيء ولجميع الناس». في الصحافة الحديثة، لا سيما مع ظهور دورات إخبارية على مدار اليوم، فإن السرعة أساسية في الاستجابة للقصص العاجلة. وهي جوهر الاستجابة للقصص المُحطمة. لا يمكن للصحفيين أن يقرروا في كل مرة طريقة إبلاغهم عن كل قصة تطرح نفسها. إذ يتبع ذلك اتفاقًا يحكم الجزء الأكبر من الصحافة. كان صعود الموضوعية الصحفية جزءًا من حركة أكبر داخل الأوساط الأكاديمية الغربية إلى نموذج معرفي وبحثي أكثر تجريبية «الاكتفاء بالإبلاغ عن الحقائق». وبحلول التسعينيات من القرن الثامن عشر،  انصب التركيز على مبدأ «الموضوعية»  وعلى الرغم من أنه ظهر في الفترة نفسها تقريباً، يجب التمييز بين الموضوعية الصحفية والموضوعية العلمية. وعلى سبيل المثال، تستخدم العلوم التجريبية بوصفها «أفضل ممارسة»:
1. النسخ المتماثل بين المختبرات.
2. التعيين العشوائي للأشخاص حسب الظروف.
3. الجهود الرامية إلى ضمان جهل البشر والمختبِرين بتوقعات (افتراضات) البحث: وذلك لتجنب تأثير «الملاحظة -التوقعات» على تأثير «الموضوع -المتوقع».
4. أثر الموضوع –المتوقع.
5. استعراض الأقران المجهول، وهو شكل من أشكال استعراض الأقران، لتشجيع استكشاف المعنى بصراحة ومنهجية دون تحيز ذاتي «سياسي».
6. التحليل الدقيق لضمان كون مواضيع البحث ممثلة على نحو كاف لعامة السكان، وهذا ليس بالأمر الشاذ عند مقارنته بمتوسط السكان.

وفي حين يمكن الجدل بشأن ما إذا كان هؤلاء الحراس المختصون بالعلوم التجريبية يوفرون «الموضوعية الحقيقية» في غياب هذه الضمانات، تعتمد الصحافة حول النزاعات على ثلاث اتفاقيات للحفاظ على شكلها الخاص من «الموضوعية».

#### الاتفاقيات
أولاً، لكي تبيع التقارير جمهوراً للمعلنين، يجب أن تستقطب جمهوراً عريضاً قدر الإمكان، وبالتالي تركز على «الحقائق» الأقل إثارة للجدل. غالبًا ما تكون عمليات الصراع مثيرة للجدل، لذا فإن تغطيتها تنطوي على مخاطر تنفير المستهلكين المحتملين، الذين قد يكونون حساسين إزاء التعرض للعوامل المهيئة البنيوية أو الثقافية. ثانياً، إن التحيز لصالح المصادر الرسمية يعني -على الرغم من أنه قد يبدو غير مثير للجدل- أنه لا يوجد سوى ممثل رسمي واحد للحكومة بشأن أي قضية معينة، وبما أنه لا يسمح إلا للحكومة الرسمية بممارسة الشرعية والقوة الخاضعة للعقوبات داخل أراضيها ستميل التغطية إلى تفضيل الاستجابات العنيفة للصراع على الردود غير العنيفة والاجتماعية -النفسية القائمة على السياقات. يقول الصحفيان أنابيل مكغولدريك وجايك لينش إن التقارير غير الانتقادية عن المصادر الرسمية غالبًا ما تكافئ عليها تلك المصادر. ومن خلال «المعاملات الإعلامية» تتيح هذه المصادر الرسمية نفسها للصحفيين غير المنتقدين الحصول على المعلومات في المستقبل. ثالثًا وأخيرًا، تضفي 'الازدواجية' الموضوعية الصحفية على العنف: «إن اتخاذ قرار بسرد قصة بطريقة [ثنائية القطب] يمكن أن يُتخطى دون أن يلاحظه أحد، ودون استرعاء الانتباه إلى نفسه بسبب تشابهه الشديد، من حيث الشكل والهيكل، مع الكثير من رواية القصص التي نعدها بالفعل من المسلّمات».

## الآثار
وقعت الحرب الأهلية السلفادورية، التي كانت إلى حد كبير ثورة للفلاحين، في 1980-1992. دعمت الولايات المتحدة الحكومة اليمينية. خلال الحرب قتل 75,000 شخص، وفُقد 8,000 آخرون ونفي مليون شخص آخر. وفي 17 آذار/ مارس 1980، تعرضت قرية إنغينيو كوليما لهجوم شنته جماعات شبه عسكرية قتلت جميع سكانها. وفي ذلك الوقت، قدمت وسائل الإعلام في البلد رواية متحيزة لما حدث.  ويتمثل القصد اليوم -في مواجهة العداوة الصريحة من القادة السياسيين اليوم- في التحقيق فيما حدث وتوضيحه والإسهام في عملية وطنية للحقيقة والمصالحة.
تزيد الآثار العاطفية لصحافة الحرب أيضًا من صعوبة إدراك الجمهور لهذا العرض المتحيز للصراع. تستفيد صحافة الحرب من المشاعر الحادة التي يمكن للبشر الحصول عليها من الخوف من خلال الآليات النفسية التطورية. وبطريقة مماثلة، تناشد الصحافة الحربية احتياجات «النظام الأدنى» للأمن والانتماء. إذ يجري تثبيط القشرة قبل الجبهية، التي تحكم الذاكرة العاملة، والأداء اليقظ العقلاني، والفكر المعقد، من خلال تنشيط مركز الخوف في الدماغ، الجهاز الحوفي.
وعلى هذا، تُحرم الجماهير من الموارد المعرفية التي تستطيع بها أن تدرك الدور الذي تلعبه المخاوف في تشجيع الصحافة الحربية. يعمل هذا الحرمان المعرفي أيضًا على إصلاح المعنى وزيادة دور «المواقف التي يجري تنشيطها تلقائيًا» والذي وفقاً لعلم النفس المعرفي: «يوجه الانتباه إلى معلومات متسقة مع الموقف، ويوفر نموذجاً لتفسير المعلومات الغامضة، و… يوجه السلوك بطريقة تلقائية نسبياً». ولذلك يكون المشاهدون مهيئين لإيلاء مزيد من الاهتمام للمعلومات في المستقبل، وهو ما يتسق مع المواقف التي تنشط تلقائيًا والتي تشكلها صحافة الحرب. يؤيد البحث في إطار [التوضيح اللازم] الموجود على الدوام في وسائل الإعلام هذا الاستنتاج: «من المؤكد أن الناس يمكنهم أن يتذكروا الوقائع الخاصة بهم، أو أن يقيموا روابط لم يرد ذكرها صراحة في النص، أو أن يسترجعوا من الذاكرة تفسيراً سببياً أو علاجاً غائباً تماماً من النص». وهذا في الأساس ما يشجع الأساتذة طلابهم على القيام به عادة. غير أن زالير (1992)، وكنيمان وتفرسكي (1984)، وإيينجار (1991)، من بين آخرين، يرون أن الناس، في معظم المسائل ذات الأهمية الاجتماعية أو السياسية، ليسوا على علم تام بالنشاط الإدراكي، ومن ثم، فإن صياغة الردود على البلاغات تؤثر تأثيراً شديداً.
تبين البحوث أن صحافة الحرب يمكن أن يكون لها آثار عاطفية سلبية على الجمهور. وتشمل هذه المشاعر اليأس والعجز، التي يزيدها تفاقمًا القلق المتزايد واضطراب المزاج والحزن والشعور بالانفصال عن البيئات المادية والاجتماعية. ويكشف بحث أجراه غالتونغ وروج (1965) عن تحيز سلبي في الأخبار الأجنبية. كما أكد ذلك مؤخراً كل من نوهرشتد وأوتوسين (2008). ويمكن أن يؤثر ذلك على ردود الفعل تجاه النزاع نفسه، والرفاه النفسي العام للجمهور، الذي يعزز نظرته إلى العالم على أنه فوضوي بشكل مفرط وقد يسبب قلقاً شديداً وصعوبات عاطفية، وإحساساً بالعجز والانفصال. ويمكن للصدمات غير المباشرة أن تزيد من هذه الآثار السلبية، حيث «يمكن حتى للأفراد 'العاديين'، الأذكياء والمتعلمين أن يصبحوا أكثر قابلية للتأثر بأعمال العنف في سياقات لم تكن متوقعة في السابق».